# 2272 Montezuma
A 2272 Montezuma (ideiglenes jelöléssel 1972 FA) egy kisbolygó a Naprendszerben. Tom Gehrels fedezte fel 1972. március 16-án.